# Doce de Mãe (série)
Doce de Mãe é uma série de televisão brasileira produzida pela TV Globo em parceria com a Casa de Cinema de Porto Alegre, exibida entre 30 de janeiro e 8 de maio de 2014 em 14 episódios.
Criada por Ana Luíza Azevedo e Jorge Furtado, teve roteiro de Ana Luiza Azevedo, Janaína Fischer, Márcio Schoenardie e Miguel da Costa Franco, com redação final de Jorge Furtado e Mauro Wilson e direção geral de Jorge Furtado. A direção foi de Ana Luiza Azevedo e Olivia Guimarães, pertencendo ao núcleo de Guel Arraes, sendo inspirada no telefilme homônimo, exibido em 2012.
Contou com Fernanda Montenegro, Marco Ricca, Louise Cardoso, Matheus Nachtergaele, Drica Moraes, Mariana Lima e Daniel de Oliveira nos papéis centrais.
A série venceu o Emmy Internacional 2015 na categoria comédia e Fernanda Montenegro foi indicada pela segunda vez em melhor atriz por interpretar a mesma personagem.

## Enredo
A série, conta as aventura de Dona Picucha (Fernanda Montenegro), uma animada senhora de 85 anos que sempre causa grandes confusões e emociona a todos com suas lições de vida. Ela é mãe de 4 filhos: Silvio (Marco Ricca), Elaine (Louise Cardoso), Fernando (Matheus Nachtergaele) e Suzana (Mariana Lima). Quando  Picucha resolve se mudar para um asilo, após surgirem desconfianças de que seu falecido marido Fortunato (Francisco Cuoco) teve uma filha fora do casamento. Rosa (Drica Moraes), é filha de uma antiga babá de Picucha, e que teve as mensalidades da faculdade pagas por Fortunato. Coincidência? Sem levantar suspeitas, a matriarca começa a investigar essa possibilidade e acaba afetando a vida de seu filho Silvio.
A mudança para o novo lar movimenta a rotina dos moradores do local, sendo que os hábitos de Picucha revolucionam o dia a dia dos moradores da casa de repouso.

## Elenco
| Intérprete           | Personagem                           |
| -------------------- | ------------------------------------ |
| Fernanda Montenegro  | Maria Izabel de Souza (Dona Picucha) |
| Marco Ricca          | Silvio de Souza                      |
| Louise Cardoso       | Elaine de Souza                      |
| Matheus Nachtergaele | Fernando de Souza                    |
| Mariana Lima         | Suzana de Souza                      |
| Daniel de Oliveira   | Jesus Medeiros                       |
| Drica Moraes         | Rosalinda Bauer                      |

### Participações Especiais
| Intérprete         | Personagem                          |
| ------------------ | ----------------------------------- |
| Elisa Volpatto     | Carolina                            |
| Áurea Baptista     | Florinha                            |
| Sophie Charlotte   | Ritinha                             |
| Francisco Cuoco    | Fortunato de Souza/Toninho de Souza |
| Lázaro Ramos       | Francis Farme                       |
| Augusto Madeira    | Gilbeto                             |
| Tarcísio Filho     | Alberto                             |
| Otávio Augusto     | Júlio                               |
| Sergio Mamberti    | Chatonildo                          |
| Emiliano Queiroz   | Alfredinho                          |
| Camila Amado       | Dora                                |
| Wandi Doratiotto   | Flávio                              |
| Armando Babaioff   | Artur                               |
| Bruno Barcelos     | Felipe                              |
| Letícia Sampaio    | Isaurinha                           |
| Luan Pickler       | Miguel                              |
| Clara Malvar       | Julinha                             |
| Evandro Soldatelli | Roberto                             |

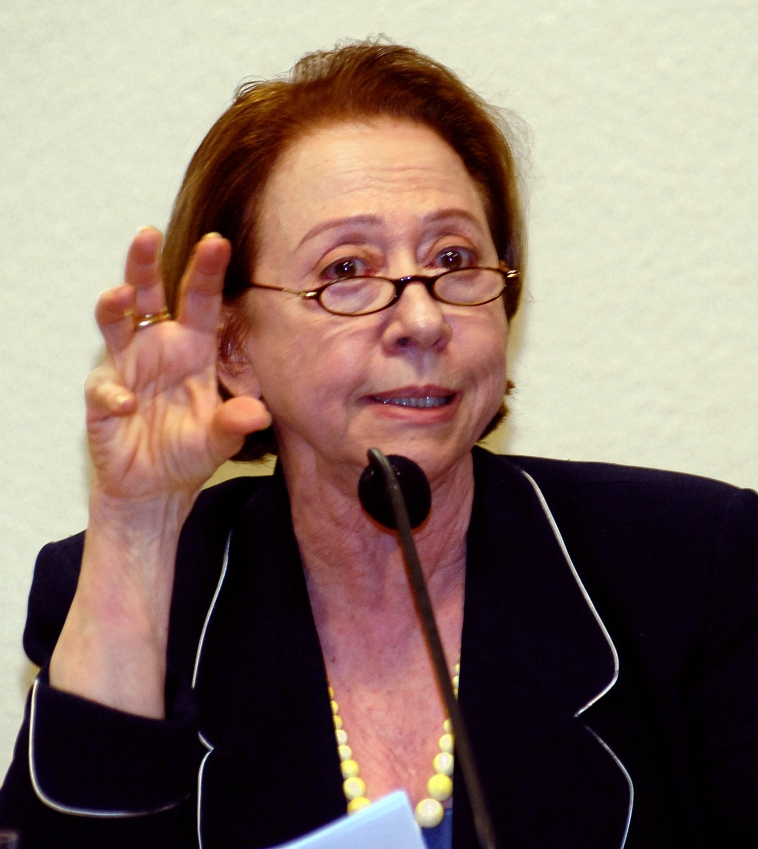
Fernanda Montenegro interpreta Dona Picucha.
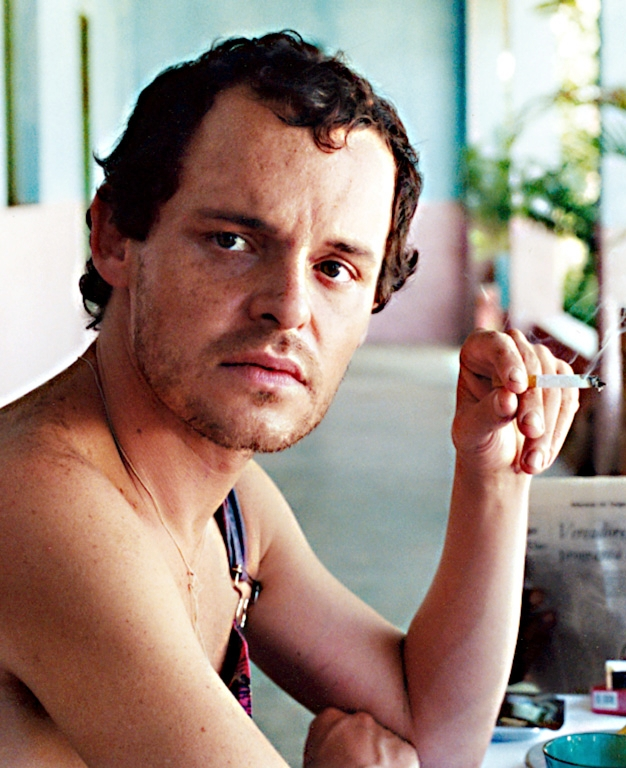
Matheus Nachtergaele interpreta Fernando.
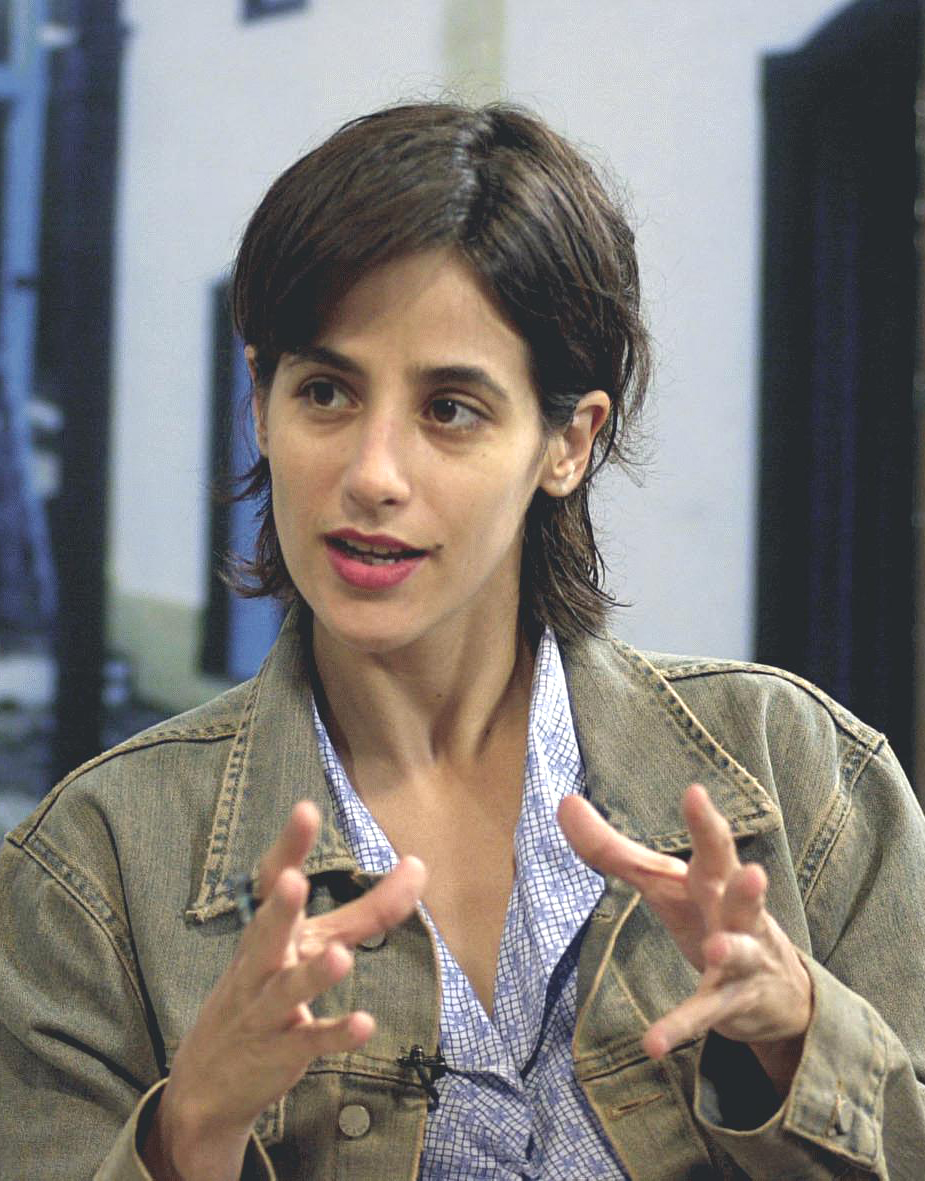
Mariana Lima interpreta Suzana.
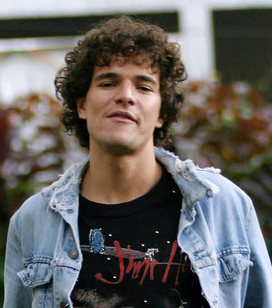
Daniel de Oliveira interpreta Jesus.
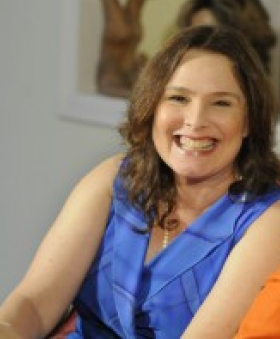
Louise Cardoso interpreta Elaine.

## Exibição
| País     | Emissora                     |
| -------- | ---------------------------- |
| Brasil   | TV Globo Viva                |
| Portugal | Globo Premium Globo Portugal |

## Episódios
| Nº                      | Data                    | Título                  | Audiência (em pontos) |
| ----------------------- | ----------------------- | ----------------------- | --------------------- |
| 1                       | 30 de janeiro de 2014   | Vamos Chamar o Vento    | 18                    |
| 2                       | 6 de fevereiro de 2014  | Oração ao Tempo         | 16                    |
| 3                       | 13 de fevereiro de 2014 | Velhas S.A.             | 15                    |
| 4                       | 20 de fevereiro de 2014 | Picucha Online!         | 13                    |
| 5                       | 27 de fevereiro de 2014 | Laranja Madura          | 13                    |
| 6                       | 6 de março de 2014      | Tango da Mãe            | 12                    |
| 7                       | 13 de março de 2014     | Porta-Retrato           | 13                    |
| 8                       | 20 de março de 2014     | Ossos do Ofício         | 14                    |
| 9                       | 27 de março de 2014     | Nosso Amor é Fogo       | 13                    |
| 10                      | 10 de abril de 2014     | A Árvore da Vida        | 13                    |
| 11                      | 17 de abril de 2014     | Bullying                | 14                    |
| 12                      | 24 de abril de 2014     | A Química da Felicidade | 12                    |
| 13                      | 1 de maio de 2014       | De Volta Para Casa      | 13                    |
| 14                      | 8 de maio de 2014       | O Fim da História       | 13                    |
| Média Geral 13,7 pontos |                         |                         |                       |

## Prêmios e indicações
| Ano  | Prêmio                    | Categoria                           | Indicação                         | Resultado              |
| ---- | ------------------------- | ----------------------------------- | --------------------------------- | ---------------------- |
| 2014 | Prêmio Extra de Televisão | Melhor Série                        | Ana Luiza Azevedo e Jorge Furtado | Indicado               |
| 2014 | Prêmio Contigo! de TV     | Melhor Série ou Minissérie          | Ana Luiza Azevedo e Jorge Furtado | Indicado               |
| 2014 | Prêmio Contigo! de TV     | Melhor Atriz de Série ou Minissérie | Fernanda Montenegro               | Venceu (com Dira Paes) |
| 2015 | Emmy Internacional        | Melhor Comédia                      | Ana Luiza Azevedo e Jorge Furtado | Venceu                 |
| 2015 | Emmy Internacional        | Melhor Atriz                        | Fernanda Montenegro               | Indicado               |